# Heterorachis tanala
Heterorachis tanala là một loài bướm đêm trong họ Geometridae.